# Kozármisleny
Kozármisleny (em croata:   Mišljen, em alemão:   Mischlen) é uma cidade da Hungria, situada no Condado de Baranya. Tem 14,45 km² de área e sua população em 2019 foi estimada em 6.215 habitantes.